# ولادة بنت العباس
أم الوليد ولادة بنت العباس بن جزء بن الحارث العبسية الغطفانية (30 هـ - 95 هـ / 650م - 713م) هي زوجة الخليفة الأموي عبد الملك بن مروان وأم أبنائه الخليفة الوليد والخليفة سليمان ومروان الأكبر وداؤد وعائشة بنت عبد الملك تزوجها خالد بن يزيد بن معاوية. قال محمد بن جرير الطبري: «تزوج عبد الملك بن مروان من ولادة بنت العباس العبسية فولدت له: الوليد، وسُليمان، ومروان الأكبر، وعائشة».

## نسبها
هي: ولادة بنت العباس بن جزء بن الحارث بن زهير بن جذيمة بن رواحة بن ربيعة بن مازن بن الحارث بن قطيعة بن عبس بن بغيض بن ريث بن غطفان بن سعد بن قيس عيلان بن مُضَر العبسية الغطفانية.